# Melamkura
Melamkura  war der elfte König (etwa 1430–1424 v. Chr.) der Meerland-Dynastie, die für etwa 350 Jahre von etwa 1783 bis 1415 v. Chr. den Süden Mesopotamiens beherrschte. Melamkura ist bisher nur aus späteren Königslisten bekannt. Demnach regierte er 7 Jahre lang.
Der Name Melamkura ist sumerisch und lautet übersetzt: Pracht des Landes (der Länder).